# Ucieczka żołnierzy ze strażnicy WOP w Pokrzywnej

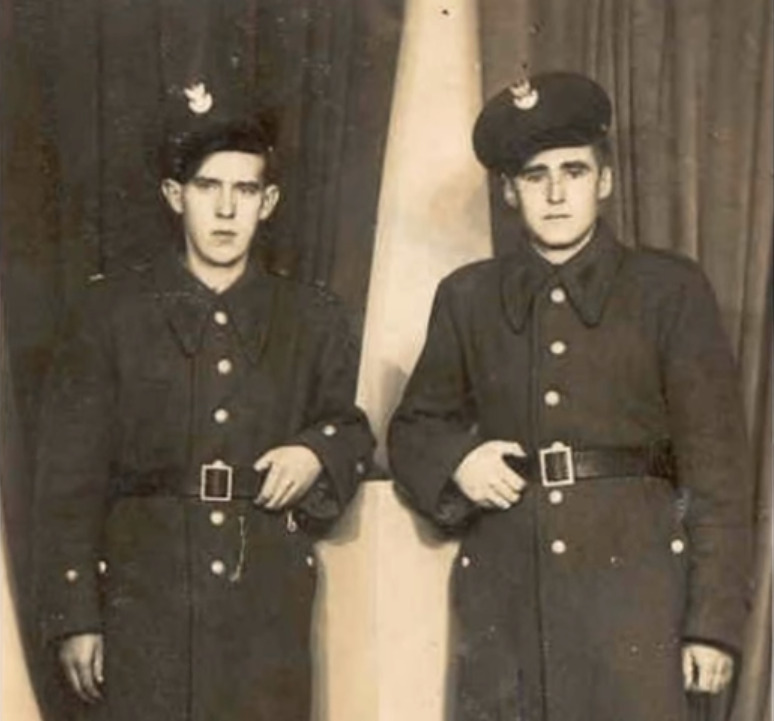
Zenon Majchrzak i Jan Kępa

Ucieczka żołnierzy ze strażnicy WOP w Pokrzywnej – największa lądowa ucieczka polskich żołnierzy na Zachód w czasach Polski Ludowej. Miała miejsce w marcu 1951, zakończyła się niepowodzeniem i skazaniem wszystkich uczestników.

## Przygotowania
Na początku 1951 zastępca dowódcy strażnicy WOP Pokrzywna w województwie opolskim (na granicy polsko-czechosłowackiej), starszy sierżant Jan Kępa prowadził dyskusje z mieszkańcami Pokrzywnej, Moszczanki i Łąki Prudnickiej. Większość z nich była deportowana z Kresów Wschodnich i opowiadali mu o postępowaniach Sowietów na tym terenie. Wraz z rodziną Matusów z Pokrzywnej słuchał radia z Londynu, Madrytu i Nowego Jorku.
W połowie stycznia 1951 Kępa wracając konno z Prudnika do Pokrzywnej zgubił swoją broń w Lesie Prudnickim, za co mógł zostać poważnie ukarany. W poszukiwaniach pomagał mu strzelec Zenon Majchrzak, który sprawował funkcję kucharza w stołówce w Pokrzywnej. Ich poszukiwania okazały się bezskuteczne. Wówczas Majchrzak zaproponował Kępie dezercję do Niemieckiej Republiki Federalnej, która miała prowadzić przez Czechosłowację i Austrię. Broń została ostatecznie odnaleziona i dostarczona do Pokrzywnej.
Kępa i Majchrzak dobrali do swojego spisku pięciu zaufanych żołnierzy. Byli to strzelcy Józef Gałuszewski i Józef Waszkiewicz ze strażnicy w Pokrzywnej oraz Józef Staniszewski, Karol Olszewski i Henryk Stańczak ze strażnicy w Jarnołtówku. Przyłączyła się do nich również związana z Majchrzakiem 30-letnia Waleria Kaczor pochodząca z Gostomi koło Białej, która od 1950 pracowała jako praczka w strażnicy WOP w Pokrzywnej. Wcześniej służyła jako wiejska pomoc. Znała język niemiecki, przez co była im potrzebna jako tłumaczka.
12 marca 1951 Kępa napisał w liście do rodziców: „Kochani Rodzice. Już dziś wieczorem wraz z sześcioma kolegami z bronią opuszczamy swoją jednostkę i udajemy się do Niemiec Zachodnich. Wiecie, że dotychczas pracowałem w kontrwywiadzie. Musiałem bez ustanku typować i werbować agenturę oraz przyjmować od niej meldunki, mimo że wykonywałem to z wielkim wstrętem. Nie chcę być tajnym psem w interesie Moskwy. Mam już po same uszy tej brudnej pracy. Kochani Rodzice, proszę nie martwić się o mnie. Może Bóg da, że wybrniemy szczęśliwie. Wiem, że będą próbowali Wam dokuczyć. Musicie jakoś wytrzymać. Zresztą i tak długo nie potrwa dzisiejsza rzeczywistość, a wówczas my damy się we znaki komunistycznym pachołkom. Zaraz po przybyciu na miejsce postaram się dać znak o sobie. O Was, kochani Rodzice, nie zapomnę. Przekonacie się o tym. Żegnam. Janek”.

## Ucieczka

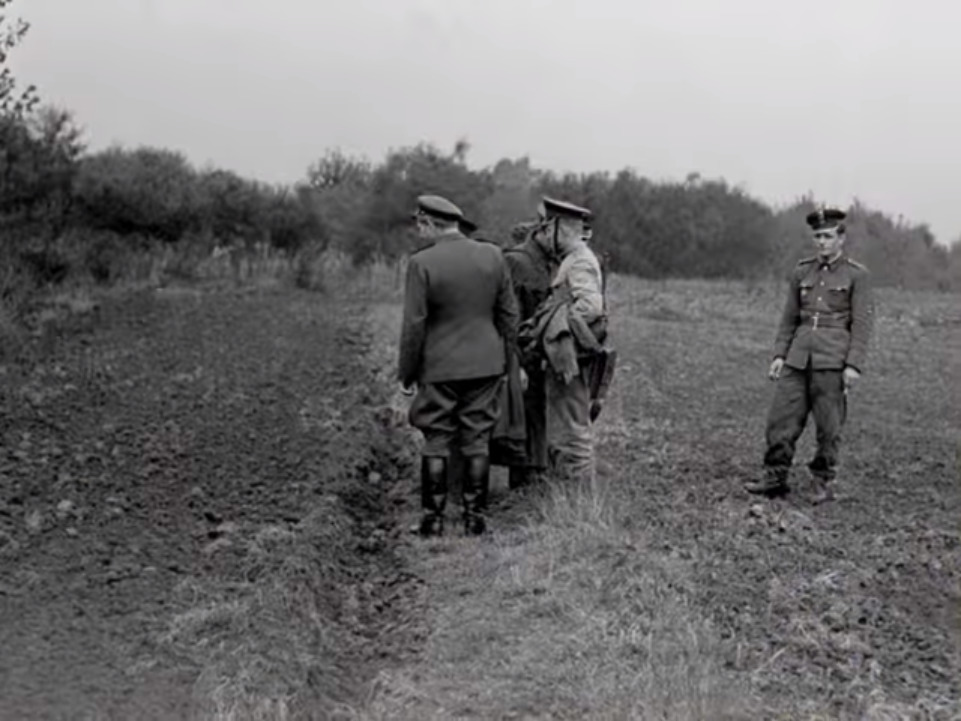
Prudniccy wopiści szukający śladów grupy Kępy

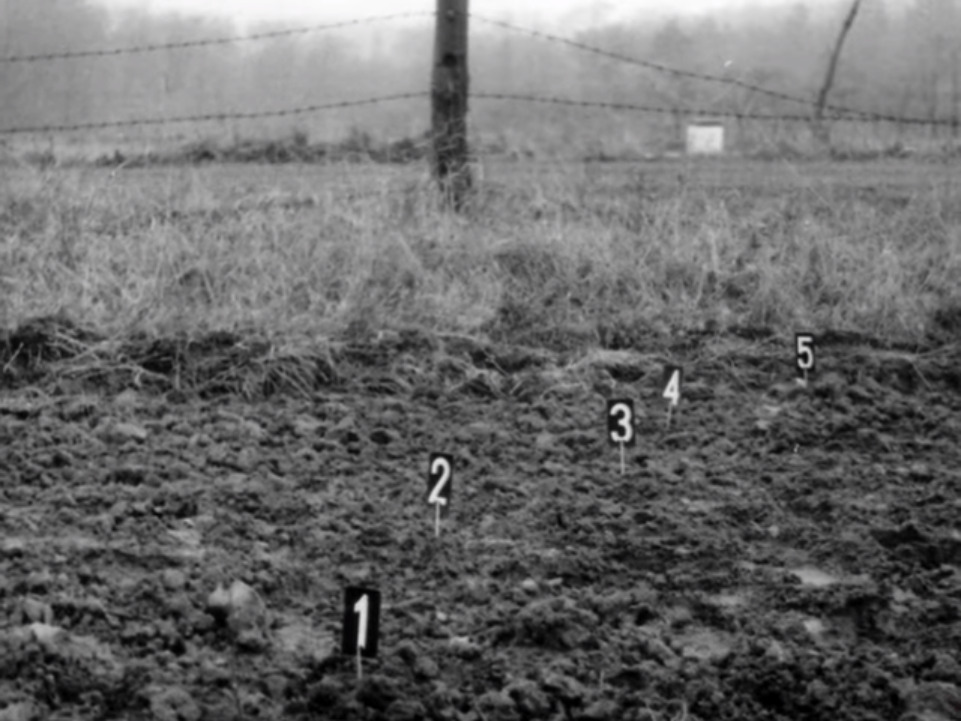
Oznaczenia śladów uciekinierów

Żołnierze rozpoczęli swoją ucieczkę wieczorem 12 marca 1951, po wyjściu na patrol. Zabrali dwa pistolety TT, dwa pistolety maszynowe, osiem granatów obronnych, sześć zaczepnych i amunicję do pistoletów. Przekroczyli granicę w okolicy pomostu wartowniczego nad linią kolejową w Wieszczynie. 13 marca 1951 o godzinie 7:00 starszy sierżant Pietruszewski zameldował szefowi sztabu w Pokrzywnej o niepowróceniu z patrolu części służby. Dowódca strażnicy zameldował o zniknięciu trzech żołnierzy. Dowództwo 45 Batalionu WOP w Prudniku zawiadomiło o ich dezercji pułkownika Michała Hakmana, dowódcę 4 Brygady WOP w Gliwicach, który szykował się do wyjazdu służbowego. Po odebraniu meldunku zarządził alarm w batalionie i wysłał na strażnicę grupę pościgową składającą się z 40 ludzi z 4 psami pod dowództwem por. Szczepanika. O ucieczce powiadomione zostały również władze czechosłowackie.
O godzinie 12:00 do Prudnika przybyli oficerowie Michał Hakman, Stefan Sobczak, Beniamin Pankow i Marian Łukasik. Raport o sytuacji zdał im oficer sztabowy prudnickiego batalionu. 14 marca wprowadzono do akcji grupę operacyjną Korpusu Bezpieczeństwa Wewnętrznego z batalionu w Prudniku, liczącą prawie pół tysiąca żołnierzy i psy tropiące, a następnego dnia 123-osobową grupę z oddziału w Katowicach. Dodatkowo Milicja Obywatelska i UB obsadziło stacje kolejowe i przystanki autobusowe w województwie opolskim.
Uciekinierzy szli już cztery dni. Zgłodniali prosili o pomoc miejscowych Czechów. Przespali dwie noce w okolicy Třemešnej, około 20 km na południe od granicy w rejonie Prudnika. Przenocował ich i nakarmił leśniczy Franciszek Premus. Następnie wręczył im mapę i pokazał dalszą drogę. Odsiedział za to 12 lat w czeskim więzieniu. Zmarł w 1964, dwa lata po wyjściu z więzienia.
Psy tropiące doprowadziły pościg do wsi Damašek, między Jindřichovem a Třemešną i tam straciły ślad. Pod wieczór na szosie Město Albrechtice–Heřmanovice uciekinierów dostrzegł patrol czechosłowackiej milicji i otworzył ogień. Żołnierze Kępy odpowiedzieli strzałami i rzucili dwa granaty, które nie wybuchły, gdyż były nieodbezpieczone. Polacy uciekli, a wojsko czechosłowackie przystąpiło do przeczesywania okolicznych lasów.

## Aresztowania
Kępa za namową Majchrzaka i Gałuszewskiego zadecydował się na zawrócenie do Polski, by mogli przeczekać w bezpiecznym miejscu, a następnie spróbować przekroczyć zachodnią granicę. Rankiem 16 marca wojsko czechosłowackie znalazło obozowisko uciekinierów. Majchrzak, Waleria Kaczor i Gałuszewski uciekli w stronę Polski, a pozostała piątka zaczęła uciekać na południe. 17 marca Kępa, Waszkiewicz, Staniszewski, Olszewski i Stańczak poddali się bez walki. Kaczor została aresztowana podczas próby zdobycia jedzenia od czeskiego gospodarza. Gałuszewski wraz z Majchrzakiem dotarli wieczorem do granicy w pobliżu przełęczy pod Biskupią Kopą, gdzie wpadli na patrol WOP. Gałuszewski został schwytany, natomiast Majchrzak uciekł z powrotem do lasu. Godzinę później został zauważony przez patrol KBW. Majchrzak poddał się po rozpoczęciu ostrzału KBW w jego kierunku.

## Dochodzenie i proces
Dochodzenie w sprawie uciekinierów prowadziła Wojskowa Prokuratura Rejonowa w Katowicach pod nadzorem Naczelnej Prokuratury Wojskowej w Warszawie. Powiatowy Urząd Bezpieczeństwa w Prudniku rozpracowywał mieszkańców Pokrzywnej, u których Kępa słuchał zagranicznych rozgłośni i rozmawiał na zakazane tematy. Dodatkowo aresztowany został strzelec Marian Woźniak ze strażnicy w Pokrzywnej za to, że wiedział o przygotowywanej ucieczce i nie doniósł władzom.
Rozprawa odbyła się przed Wojskowym Sądem Rejonowym w Katowicach na sesji wyjazdowej w Gliwicach. W sali znajdowali się tylko zawodowi żołnierze WOP oraz rodziny oskarżonych. Przewodniczącym składu sędziowskiego był mjr Karol Wystrychowski. Na pytanie, dlaczego chcieli uciec, uciekinierzy odpowiedzieli, że głównie dlatego, że mieli nadzieję na lepsze życie za granicą. Po jednodniowym procesie zapadł wyrok skazujący Kępę, Majchrzaka, Olszewskiego i Staniszewskiego na karę śmierci, Stańczaka i Gałuszewskiego na 15 lat, Waszkiewicza i Kaczor na 10 lat, a Woźniaka na 2 lata. Skazani odwołali się do drugiej instancji, ale Najwyższy Sąd Wojskowy zamienił tylko Staniszewskiemu i Olszewskiemu kary śmierci na kary dożywotniego więzienia. Prośbę o łaskę do prezydenta Rzeczypospolitej Bolesława Bieruta napisali także mieszkańcy gromad Skorczyce i Urzędów, skąd pochodził Kępa. 141 ludzi podpisało się imieniem i nazwiskiem pod zdaniem: „Znany nam był jako dobry sąsiad, a przede wszystkim jako dobry obywatel”. Matka Kępy dotarła do siostry Bieruta i osobiście prosiła ją o pomoc. Bierut zamienił jedynie Majchrzakowi karę śmierci na dożywocie, natomiast w sprawie Kępy zdecydował się nie skorzystać z prawa łaski. 28 sierpnia 1951 o godzinie 5:55 w więzieniu w Bytomiu Jan Kępa został rozstrzelany. Zwłok nie chciano wydać rodzinie i zostały anonimowo pochowane na jednym z pobliskich cmentarzy. Reszta wyroków po odwilży 1956 była sukcesywnie zmieniana na niższe. W 1984 rodzina Kępy ustaliła miejsce jego pochówku. Jego szczątki zostały ekshumowane z cmentarza w Bytomiu i przeniesione do Poznania. W 2004 Izba Wojskowa Sądu Najwyższego dokonała kasacji wyroków, uznając je za nieważne. Postępowanie umorzono.

## Upamiętnienie
O ucieczce sierżanta Kępy i jego grupy śpiewa zespół Elektryczne Gitary w piosence „Ucieczka 5:55”, wydanej na albumie „Historia”.
13 kwietnia 2019 w Prudniku podczas wystawy „Historia Batalionu Prudnickiego WOP” prezentowana była gablota poświęcona uciekinierom.